# 上之郷村 (岐阜県)
上之郷村（かみのごうむら）は、かつて岐阜県可児郡にあった村である。
現在の御嵩町のほぼ東半分の地域であり、可児川上流部の数本の支流とその流域の集落で構成されている。中山道細久手宿と御嶽宿の間にあり、立場（十本木立場）も存在していた。
後に、御嵩町長襲撃事件が発生するなど、御嵩町を大きく揺れ動かした産業廃棄物処分場計画の予定地は、旧・上之郷村の小和沢地区に該当する。

## 歴史
- 江戸時代末期、この地域は美濃国可児郡に属し、尾張藩領であった。
- 1889年（明治22年）7月1日 - 町村制施行により、可児郡上之郷村・小原村・井尻村・中切村・宿村・美佐野村・津橋村・小和沢村・大久後村・西洞村・謡坂村・前沢村・次月村の区域を以て上之郷村が成立。
- 1955年（昭和30年）2月1日 - 可児郡御嵩町・中町・伏見町と合併し、御嵩町が発足。同日上之郷村廃止。

## 村長
- 平井信四郎

## 学校
- 上之郷村立上之郷小学校（現・御嵩町立上之郷小学校）
  - 綱木分校
- 上之郷村立上之郷中学校（現・御嵩町立上之郷中学校）

## 観光など
- 御殿場
  - 1861年（万延2年）、皇女和宮親子内親王が江戸に向かう際に設けられた休息所。
- 和泉式部廟所
- 耳神社
- 鬼岩温泉
- 丸山ダム